# George Valentine Nash
George Valentine Nash, född 6 maj 1864 i Brooklyn, New York, död 15 november 1921 i Bronx, var en amerikansk botaniker.